# ロイヤルプラント
ロイヤルプラントは、脚本家で演出家の後藤ひろひとの演劇ワークショップの名称。
過去に大阪　東京　福岡、神戸　松本　北海道　横浜　新潟等で行われ、演劇関係者や役者、お笑い芸人、落語家以外に役所職員、カウボーイ、僧侶、牧師、コック、医師、主婦、会社経営者等全国に200人近くいる
ワークショップが開催されると全国からOBOGが集まります。
おうちでズンガリ映画館　にも多数参加中
落語家　月亭八織
俳優　池田良　山下征志　木下美咲　他